# شیعه در اندونزی

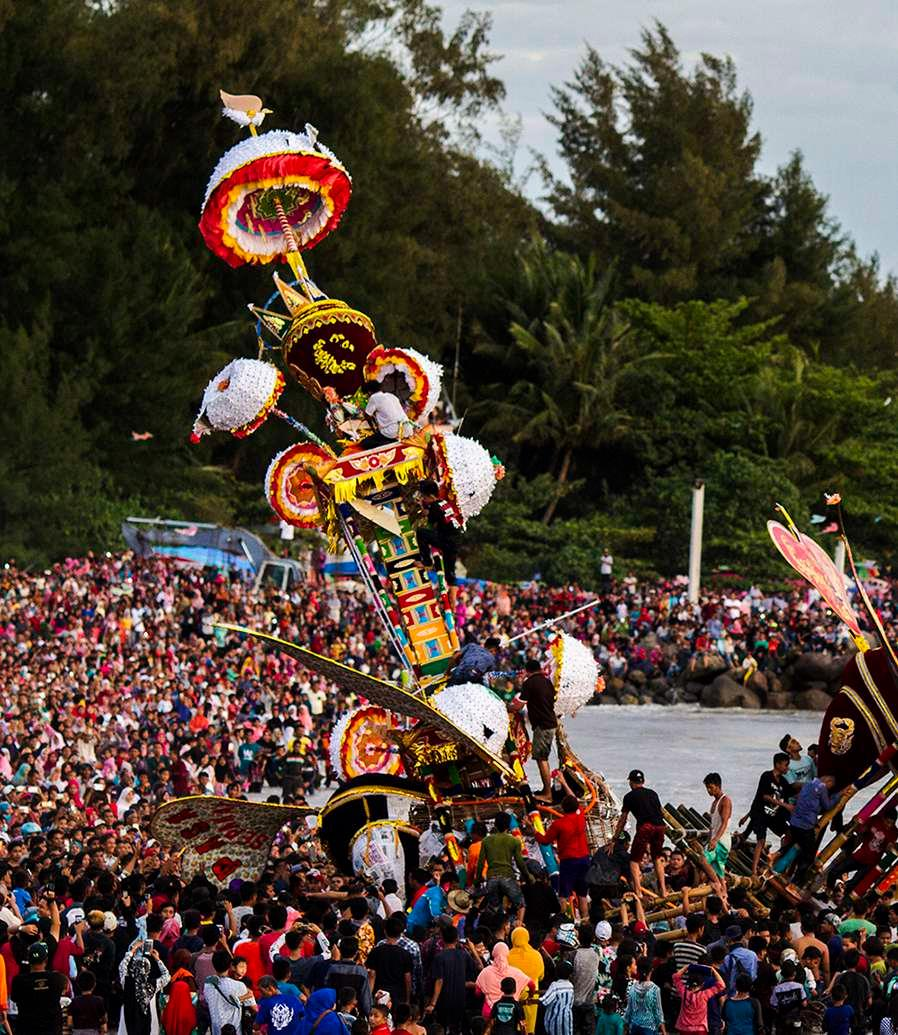
تشیع در اندونزی سال 2018

تشیع در اندونزی اقلیت کوچکی در آن کشور است. اندونزی کشوری مسلمان لکن عمدتاً سنی است. حدود یک میلیون اندونزیایی شیعه هستند که در اطراف جاکارتا متمرکز شده‌اند. شیعیان اندونزی در نواحی جاوه، مادورا و سوماترا نیز یافت می‌شوند.

## تاریخ
باندا آچه در آچه، در شمال سوماترا، مرکز اصلی شیعیان در اندونزی بود. از آنجا بود که مذهب شیعه در اندونزی گسترش یافت.

## جوامع
در میان جوامع اندونزیایی شیعه، اقلیت حضرمی، اندونزیایی‌های عرب‌تبار، وجود دارند که «اقلیتی کوچک اما در حال افزایشِ شیعه» دارند. گروه دیگر شیعیان پریامان و بنگکولو در سوماترا و سیگلی در آچه هستند که ادعا می‌کنند تبارشان به سیپوی‌های هندی می‌رسد و به اورنگ سیپوی یا اورنگ کلینگ معروف هستند. اورنگ‌سیپاهی‌ها آنها به‌طور سنتی مراسم تابوت را برگزار می‌کنند، اگرچه این مراسم از سال ۱۹۵۳ در آچه ممنوع شده‌است.

## آزار و اذیت
گزارش سال ۲۰۱۰ کمیسیون ایالات متحده در مورد آزادی مذهبی بین‌المللی طی گزارشی به کنگره ایالات متحده آمریکا به حملاتی علیه جوامع شیعه در اندونزی، به‌ویژه در جاوه شرقی و مادورا در سال ۲۰۰۸ اشاره کرد. در یک حادثه در مادورا، روستاییان محلی خانه‌های شیعیان را محاصره کردند و از آنها خواستند از انجام فعالیت‌های مذهبی خودداری کنند، اما جمعیت توسط رهبران محلی و روحانیون متفرق شد.